# Pierwszy rząd Władysława Sikorskiego
Pierwszy rząd Władysława Sikorskiego – gabinet pod kierownictwem premiera Władysława Sikorskiego, utworzony 16 grudnia 1922 roku. Rząd ustąpił 26 maja 1923 roku.

## Skład rządu
- Władysław Sikorski – prezes Rady Ministrów oraz minister spraw wewnętrznych
- Aleksander Skrzyński (Stronnictwo Prawicy Narodowej) – minister spraw zagranicznych
- Kazimierz Sosnkowski – minister spraw wojskowych
- Wacław Makowski – minister sprawiedliwości
- Józef Mikułowski-Pomorski – kierownik Ministerstwa Wyznań Religijnych i Oświecenia Publicznego
- Zygmunt Jastrzębski – minister skarbu (do 2 stycznia 1923)
- Henryk Strasburger – minister przemysłu i handlu (do 13 stycznia 1923)
- Józef Raczyński – kierownik Ministerstwa Rolnictwa i Dóbr Państwowych
- Ludwik Zagórny-Marynowski – kierownik Ministerstwa Kolei Żelaznych
- Jan Moszczyński – kierownik Ministerstwa Poczt i Telegrafów
- Jan Łopuszański – kierownik Ministerstwa Robót Publicznych
- Ludwik Darowski – minister pracy i opieki społecznej
- Witold Chodźko – minister zdrowia publicznego

## Zmiany w rządzie
- 2 stycznia 1923
  - Bolesław Markowski powołany na stanowisko ministra skarbu, na miejsce Zygmunta Jastrzębskiego.
- 13 stycznia 1923
  - po Bolesławie Markowskim resort skarbowy objął Władysław Grabski (Związek Ludowo-Narodowy).
  - do dymisji podał się Henryk Strasburger, na jego miejsce, jako kierownika ministerstwa przemysłu i handlu, powołano Stefana Ossowskiego.

## Upadek rządu Władysława Sikorskiego
W okresie rządów Władysława Sikorskiego toczyły się rozmowy między prawicą a „Piastem”. Odbywały się często konferencje. Brali w nich udział m.in. Wincenty Witos, Stanisław Głąbiński oraz senator „Piasta” Ludwik Hammerling, właściciel Lanckorony. W rozmowach tych uczestniczyli także przedstawiciele Chadecji oraz chrześcijańsko-narodowi, którzy byli przeciwni ustępstwom dla „Piasta” w sprawie reformy rolnej. W klubie PSL „Piast” grupa Dąbskiego też stanowczo sprzeciwiała się porozumieniu z prawicą.
W marcu obradował Zarząd Główny PSL „Piast”, który wyraził sprzeciw wobec projektu utworzenia rządu opartego na PSL Piast, lewicy i słowiańskich mniejszościach narodowych. Pozostawał tylko sojusz z prawicą, który w kwietniu zatwierdził klub parlamentarny PSL Piast.
17 maja w mieszkaniu senatora ZLN Juliana Zdanowskiego w Warszawie podpisano słynny pakt lanckoroński. Udział Hammerlinga w kierowniczym aktywie Piasta i fakt, że obrady wstępne odbywały się podobno w jego majątku w Lanckoronie, przyczyniły się do powstania powszechnie przyjętej, choć nieścisłej nazwy. Pakt podpisali: Głąbiński, Seyda, Witos, Kiernik, Korfanty i Chaciński.
Po podpisaniu porozumienia Piasta, ZLN i chadecji (Klub Chrześcijańsko - Narodowy przeciwny reformie rolnej odmówił podpisania paktu, obiecując jednak poparcie nowemu rządowi) pozostawała jeszcze kwestia ewentualnego pozyskania NPR.
Zjazd NPR 20-21 maja 1923 zajął postawę niezdecydowaną wobec nowo powstałej centroprawicowej większości parlamentarnej.
W tej sytuacji Piast i ChZJN postanowiły obalić rząd Sikorskiego. Premier Sikorski dowiedziawszy się o pakcie lanckorońskim, postanowił postawić pod głosowanie prowizorium budżetowe, które miało być swego rodzaju wotum zaufania dla jego rządu.
Dopiero 26 maja doszło do głosowania w sprawie prowizorium budżetowego. W obronie rządu Sikorskiego wystąpiły PSL Wyzwolenie i PPS. Partie te broniły Sikorskiego od chwili, gdy stało się jasne, że po jego upadku dojdzie do władzy rząd centroprawicowy. W głosowaniu za skreśleniem funduszów dyspozycyjnych wypowiedziało się 279 posłów (Piast, ZLN, Chadecja, komuniści i mniejszości narodowe), natomiast za rządem głosowały kluby PPS, PSL Wyzwolenie, NPR oraz grupa Dąbskiego w sumie 117 głosów.
Wobec tego rząd Sikorskiego podał się do dymisji, a grupa Dąbskiego (14 posłów) wystąpiła z PSL Piast, tworząc klub sejmowy PSL Jedność Ludowa.